# Liste der Kulturdenkmäler in Schmillinghausen
Die folgende Liste enthält die in der Denkmaltopographie ausgewiesenen Kulturdenkmäler auf dem Gebiet des Ortsteils Schmillinghausen der  Stadt Bad Arolsen, Landkreis Waldeck-Frankenberg, Hessen.
Hinweis: Die Reihenfolge der Denkmäler in dieser Liste orientiert sich an der Anschrift, alternativ ist sie auch nach der Bezeichnung, der vom Landesamt für Denkmalpflege vergebenen Nummer oder der Bauzeit sortierbar.
Kulturdenkmäler werden fortlaufend im Denkmalverzeichnis des Landes Hessen durch das Landesamt für Denkmalpflege Hessen auf Basis des Hessischen Denkmalschutzgesetzes (HDSchG) geführt. Die Schutzwürdigkeit eines Kulturdenkmals hängt nicht von der Eintragung in das Denkmalverzeichnis des Landes Hessen oder der Veröffentlichung in der Denkmaltopographie ab.

Das Denkmalverzeichnis für diesen Bereich liegt noch nicht vor. Die bisher bekannten Bau- und Kunstdenkmäler hat das Landesamt für Denkmalpflege Hessen in sogenannten Arbeitslisten erfasst. Den Arbeitslisten liegen Erkenntnisse aus Akten, Ortsbegehungen und Denkmalinventaren, jedoch keine neuere systematische Forschung, zugrunde. Die Benehmensherstellung mit der Gemeinde gemäß § 11 Abs. 1 HDSchG ist noch nicht erfolgt.
Das Vorhandensein oder Fehlen eines Objekts in dieser Liste ist keine rechtsverbindliche Auskunft darüber, ob es Kulturdenkmal ist oder nicht: Diese Liste entspricht möglicherweise nicht dem aktuellen Stand der offiziellen Denkmaltopographie. Diese ist für Hessen in den entsprechenden Bänden der Denkmaltopographie Bundesrepublik Deutschland und im Internet unter DenkXweb – Kulturdenkmäler in Hessen einsehbar. Auch diese Quellen sind, obwohl sie durch das Landesamt für Denkmalpflege Hessen aktualisiert werden, nicht immer aktuell, da es im Denkmalbestand immer wieder Änderungen gibt.
Eine verbindliche Auskunft erteilt allein das Landesamt für Denkmalpflege Hessen.
Nutze diese Kartenansicht, um Koordinaten in der Liste zu setzen. In dieser Kartenansicht sind Kulturdenkmale ohne Koordinaten mit einem roten bzw. orangen Marker dargestellt und können in der Karte gesetzt werden. Kulturdenkmale ohne Bild sind mit einem blauen bzw. roten Marker gekennzeichnet, Kulturdenkmale mit Bild mit einem grünen bzw. orangen Marker.

## Gesamtanlagen
| Bild            | Bezeichnung                          | Lage                  | Beschreibung | Bauzeit | Objekt-Nr. |
| --------------- | ------------------------------------ | --------------------- | ------------ | ------- | ---------- |
| Bild gesucht BW | Gesamtanlage 1 Historischer Ortskern | Schmillinghausen Lage |              |         | 170667 DDB |

## Kulturdenkmäler
| Bild                                    | Bezeichnung                               | Lage                                                              | Beschreibung | Bauzeit | Objekt-Nr. |
| --------------------------------------- | ----------------------------------------- | ----------------------------------------------------------------- | ------------ | ------- | ---------- |
| Fachwerkwohnhaus                        | Fachwerkwohnhaus                          | An der Wande 5 LageFlur: 37, Flurstück: 112                       |              |         | 170668 DDB |
| weitere Bilder                          | Evangelische Kirche, ehem. Heiligkreuz    | Holzhäuser Straße 1 LageFlur: 37, Flurstück: 81                   |              |         | 170669 DDB |
| Querdielenhaus, Fachwerk                | Querdielenhaus, Fachwerk                  | Holzhäuser Straße 2 LageFlur: 37, Flurstück: 58                   |              |         | 170670 DDB |
| Fachwerkwohnhaus                        | Fachwerkwohnhaus                          | Holzhäuser Straße 3 LageFlur: 37, Flurstück: 82                   |              |         | 828812 DDB |
| Fachwerkwohnhaus                        | Fachwerkwohnhaus                          | Holzhäuser Straße 6 LageFlur: 37, Flurstück: 19                   |              |         | 170671 DDB |
| Bild gesucht BW                         | Wohnhaus, zu Flurquerdielenhaus erweitert | Holzhäuser Straße 19 LageFlur: 37, Flurstück: 32                  |              |         | 170672 DDB |
| Fachwerkwohnhaus mit Diele+Anbau        | Fachwerkwohnhaus mit Diele+Anbau          | Mederichstraße 10, Mederichstraße LageFlur: 37, Flurstück: 54, 55 |              |         | 828813 DDB |
| Wassermühle (Walzenmühle)               | Wassermühle (Walzenmühle)                 | Mederichstraße 11 LageFlur: 38, Flurstück: 1/1, 1/3               |              |         | 828814 DDB |
| Fachwerkwohnhaus, ehem. Längsdielenhaus | Fachwerkwohnhaus, ehem. Längsdielenhaus   | Mederichstraße 17 LageFlur: 37, Flurstück: 47                     |              |         | 170674 DDB |
| Längsdielenhaus, Fachwerk               | Längsdielenhaus, Fachwerk                 | Mederichstraße 23 LageFlur: 37, Flurstück: 18                     |              |         | 170675 DDB |
| Bild gesucht BW                         | Querdielenhaus+Scheune                    | Mederichstraße 31 LageFlur: 37, Flurstück: 13                     |              |         | 828815 DDB |
| Altes Schulhaus                         | Altes Schulhaus                           | Rhoder Straße 11 LageFlur: 37, Flurstück: 59                      |              |         | 170676 DDB |
| Hofanlage                               | Hofanlage                                 | Rhoder Straße 12 LageFlur: 38, Flurstück: 32/2                    |              |         | 170677 DDB |
| Bild gesucht BW                         | Flurquerdielenhaus                        | Rhoder Straße 23 LageFlur: 37, Flurstück: 7                       |              |         | 170678 DDB |